# نیکلت (دهانه)
نیکلت یک دهانه برخوردی در ماه‌ است.

## دهانه‌های اقماری
این دهانه ۲ دهانه اقماری دارد.
| Nicollet | عرض جغرافیایی | طول جغرافیایی | قطر         |
| -------- | ------------- | ------------- | ----------- |
| B        | ۲۰.۱° S       | ۱۳.۵° W       | ۵.۰ کیلومتر |
| D        | ۲۳.۲° S       | ۱۲.۲° W       | ۲.۰ کیلومتر |